# Perungalathur
Perungalathur es una ciudad y nagar Panchayat situada en el distrito de Chengalpattu en el estado de Tamil Nadu (India). Su población es de 29250 habitantes (2011). Se encuentra a 27 km de Chennai y a 47 km de Kanchipuram. Forma parte del área metropolitana de Chennai.

## Demografía
Según el censo de 2011 la población de Perungalathur era de 37342 habitantes, de los cuales 18794 eran hombres y 18548 eran mujeres. Perungalathur tiene una tasa media de alfabetización del 92,03%, superior a la media estatal del 80,09%: la alfabetización masculina es del 95,24%, y la alfabetización femenina del 87,43%.